# St. Matthäus (Arenshausen)

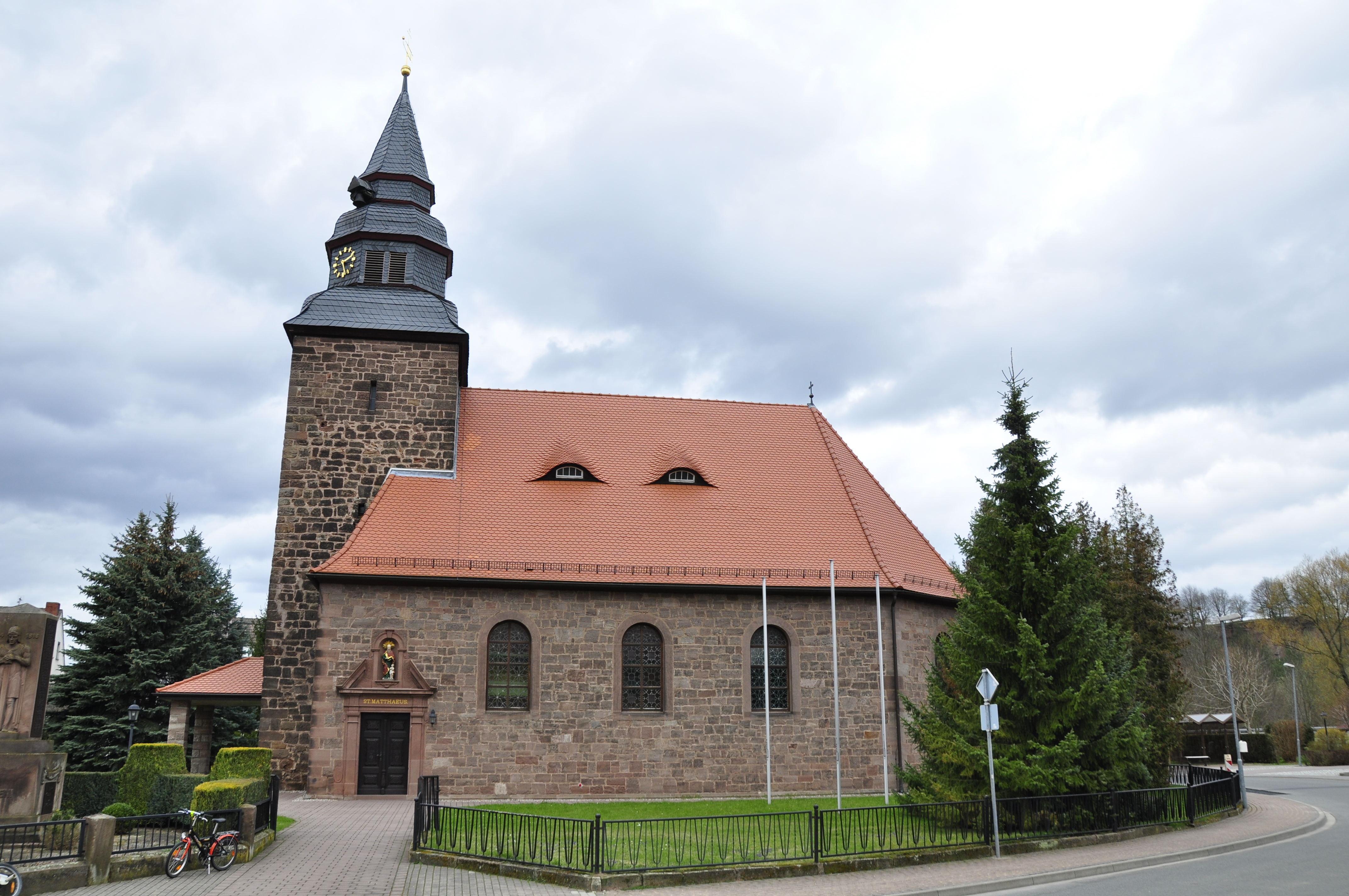
St. Matthäus

Die römisch-katholische Pfarrkirche St. Matthäus steht in Arenshausen im thüringischen Landkreis Eichsfeld. Sie ist die Pfarrkirche der Pfarrei St. Matthäus Arenshausen im Dekanat Heiligenstadt des Bistums Erfurt. Sie trägt das Patrozinium des Evangelisten Matthäus.

## Geschichte
Im 15. Jahrhundert wurde die Kirche Arenshausen erstmals erwähnt. Mitte des 18. Jahrhunderts wurde der Kirchturm gebaut, 1755 das einstige Kirchenschiff. 
1919 baute die Kirchgemeinde an der Stelle der Vorgängerkirche das neue Gotteshaus. Der Kirchturm der Vorgängerkirche wurde in den Bau einbezogen.
Die Einweihung erfolgte 1920 und am 28. Juni 1923 die Konsekration mit Bischof Caspar Klein aus Paderborn. 1998/99 erfolgte die farbliche Neugestaltung des Innenraumes, insbesondere die Neufassung der Decke, nach Entwürfen der Eisenacher Künstlerin Marion Schmidt-Werthern.

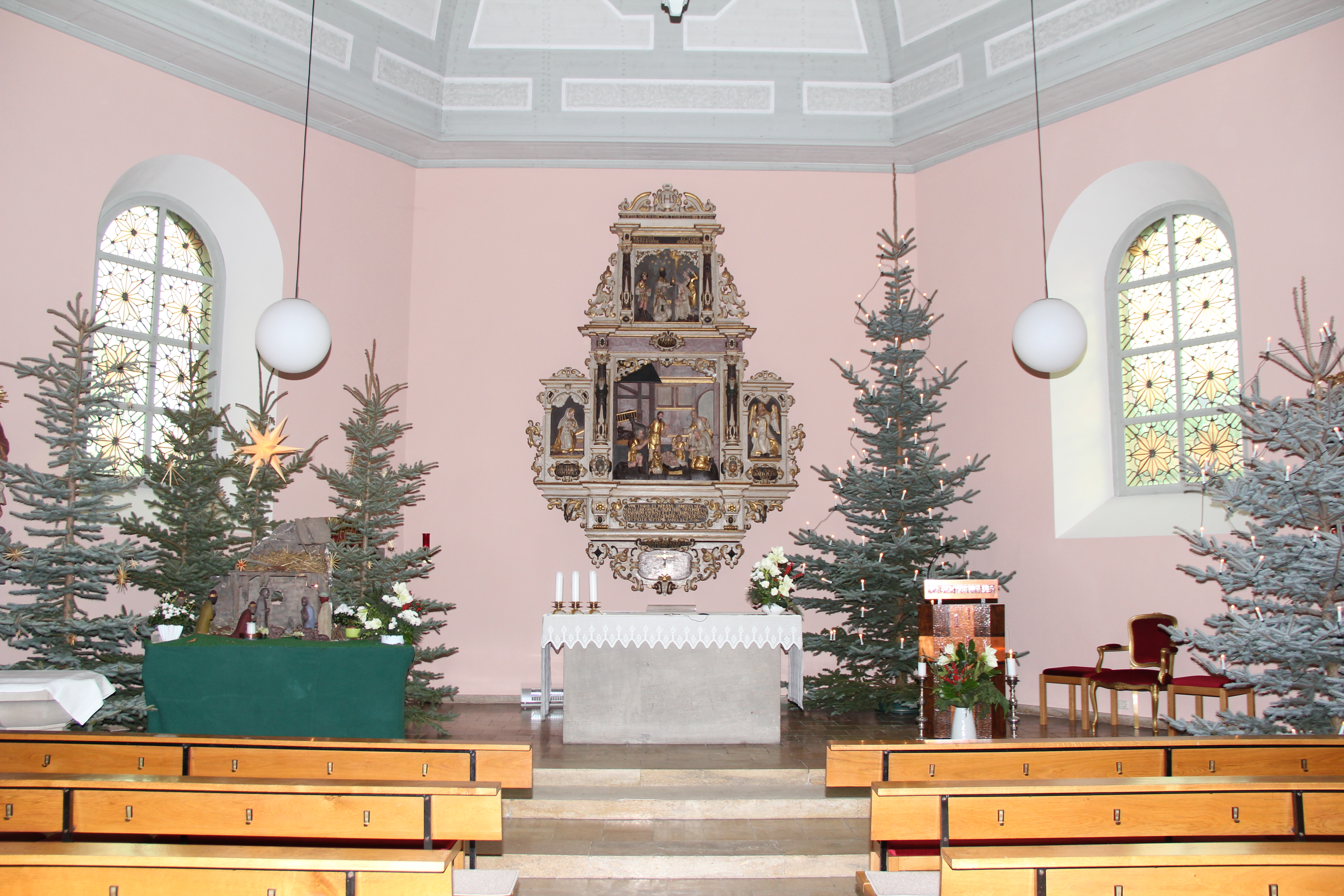
Innenansicht von St. Matthäus (Weihnachtszeit)

## Ausstattung
1930 wurde der barocke Hochaltar aufgestellt und geweiht. 1969 baute man bei einer Renovierung den Altarraum um. Hochaltar und Muttergottesaltar wurden abgerissen und ein Zelebrationsaltar erstellt, der durch Bischof Hugo Aufderbeck am 12. Juni 1971 konsekriert wurde. 
Neues Gestühl baute man ebenfalls ein.

## Orgel
Die Orgel von Orgelbau Schönefeld aus Stadtilm besitzt 17 klingende Register, auf zwei Manuale und Pedal, mit Schleifladen und mechanischer Ton- und Registertraktur. Die Kosten brachte die Pfarrgemeinde durch Spenden auf.